# Seznam slovenskih mladinskih pisateljev v italijanskem zamejstvu (Trst, Gorica)
Seznam slovenskih mladinskih pisateljev v italijanskem zamejstvu (Trst, Gorica).

## B
- BATTISTIG, Luisa

## K
- KOŠUTA, Miroslav
- KRAVOS, Marko

## P
- PALETTI, Silvana
- PANGERC, Boris
- PERAT,  Mariza
- PERTOT, Bruna Marija

## S
- SAKSIDA Zora

## T
- TOMASETTIG, Ada

## U
- UMEK Evelina

## V
- VOLK ZLOBEC, Anamarija